# Тулузко кралство
Тулузкото кралство (Regne de Tolosa) e кралство на вестготите от 419 до 507 г.

## История
През 418 г. вестготите стават федерати на римляните и са изпратени от западноримския император Хонорий в Югозападна Галия. Заедно с техния крал Валия те напускат Испания. Получават официално Газкона-Тулуза и се заселват в Аквитания, в части от Новемпопулана и Нарбонска Галия. Не получават обаче директен излаз към Средиземно море. Толоза (Тулуза) става тяхна столица. Валия умира още при подготовката за заселване в столицата Толоза.
Новият крал в края на 418 г. става Теодерих I, който основава Вестготското кралство, наречено Толозанско кралство на столицата Толоза (Тулуза). Кралството е в съюз със Западната Римска империя и принадлежи официално към Империята.
През 451 г. крал Торизмунд участва на страната на римляните в битката на Каталаунските полета. През 468 г. крал Ойрих нарушава договора (Foedus) със Западен Рим, завоюва всички останали римски територии между Лоара и Пиренеите и успява да достигне формална независимост от Римската империя.
През 484 г. по време на новия крал Аларих II Вестготското кралство обхваща целия Иберийски полуостров (с изключение на Галисия), Аквитания и голяма част от Прованс, (Франция). През късното лято на 507 г. в битката при Вуйе крал Аларих II e убит от краля на франките Хлодвиг I и вестготите са изтласкани към Испания. Крал Гезалех става крал на Нарбона през 507 г. В Галия само Септимания остава готска.
От 507 – 725 г. съществува Толедското кралство със столица Толедо.